# 小行星3647
小行星3647（3647 Dermott）是一颗绕太阳运转的小行星，为主小行星带小行星。该小行星于1986年1月11日发现。

## 轨道参数
小行星3647的轨道半长轴为2.8007405 UA，离心率为0.099。